# Daniel Diges
Daniel Diges (Alcalá de Henares, 17 januari 1981) is een Spaans zanger.
Hij verkreeg vooral bekendheid toen hij namens Spanje deelnam aan het Eurovisiesongfestival 2010 in Oslo, Noorwegen. Met het nummer Algo pequeñito trad hij rechtstreeks aan in de finale, echter het optreden verliep niet geheel vlekkeloos. Midden in het lied werd de act van Diges verstoord door een toeschouwer die het podium opliep en mee begon te dansen. Deze man, die Jimmy Jump wordt genoemd, heeft er een sport van gemaakt om grote evenementen te verstoren. Na enkele seconden werd hij snel door de beveiliging afgevoerd.
Hoewel Diges tijdens het incident stoïcijns bleef, besloten de organisatoren nog tijdens de wedstrijd om Spanje opnieuw te laten optreden. Nadat alle andere landen geweest waren, mocht Diges nogmaals zijn nummer zingen. Het was op het Eurovisiesongfestival al ruim 50 jaar niet meer voorgekomen dat een land tweemaal mocht optreden; de vorige keer was in 1958 geweest, toen de act van Italië was getroffen door een technische storing. Tijdens het Eurovisiesongfestival van 1964 was er eveneens een incident waarbij een man het podium opkwam (dit als politiek protest tegen de toenmalige dictatuur in Spanje), echter dit leidde niet tot een tweede keer optreden.
1961: Conchita Bautista · 
1962: Víctor Balaguer · 
1963: José Guardiola · 
1964: Tim, Nelly & Tony · 
1965: Conchita Bautista · 
1966: Raphael · 
1967: Raphael · 
1968: Massiel · 
1969: Salomé · 
1970: Julio Iglesias · 
1971: Karina · 
1972: Jaime Morey · 
1973: Mocedades · 
1974: Peret · 
1975: Sergio & Estíbaliz · 
1976: Braulio · 
1977: Micky · 
1978: José Vélez · 
1979: Betty Missiego · 
1980: Trigo Limpio · 
1981: Bacchelli · 
1982: Lucía · 
1983: Remedios Amaya · 
1984: Bravo · 
1985: Paloma San Basilio · 
1986: Cadillac · 
1987: Patricia Kraus · 
1988: La Década · 
1989: Nina · 
1990: Azúcar Moreno · 
1991: Sergio Dalma · 
1992: Serafín Zubiri · 
1993: Eva Santamaría · 
1994: Alejandro Abad · 
1995: Anabel Conde · 
1996: Antonio Carbonell · 
1997: Marcos Llunas · 
1998: Mikel Herzog · 
1999: Lydia · 
2000: Serafín Zubiri · 
2001: David Civera · 
2002: Rosa · 
2003: Beth · 
2004: Ramón · 
2005: Son de Sol · 
2006: Las Ketchup · 
2007: D'Nash · 
2008: Rodolfo Chikilicuatre · 
2009: Soraya · 
2010: Daniel Diges · 
2011: Lucía Pérez · 
2012: Pastora Soler · 
2013: El Sueño de Morfeo · 
2014: Ruth Lorenzo · 
2015: Edurne · 
2016: Barei · 
2017: Manel Navarro · 
2018: Alfred & Amaia · 
2019: Miki · 
2021: Blas Cantó · 
2022: Chanel · 
2023: Blanca Paloma · 
2024: Nebulossa · 
2025: Melody
- Biblioteca Nacional de España: XX4988713
- International Standard Name Identifier: 0000 0003 7184 7199
- MusicBrainz: a4c06520-9a5f-4c00-b6d6-e10401a1f43c
- Virtual International Authority File: 147223857
- WorldCat: E39PBJgd3TvXxJpCXj7dDbg7pP